# Michelin House

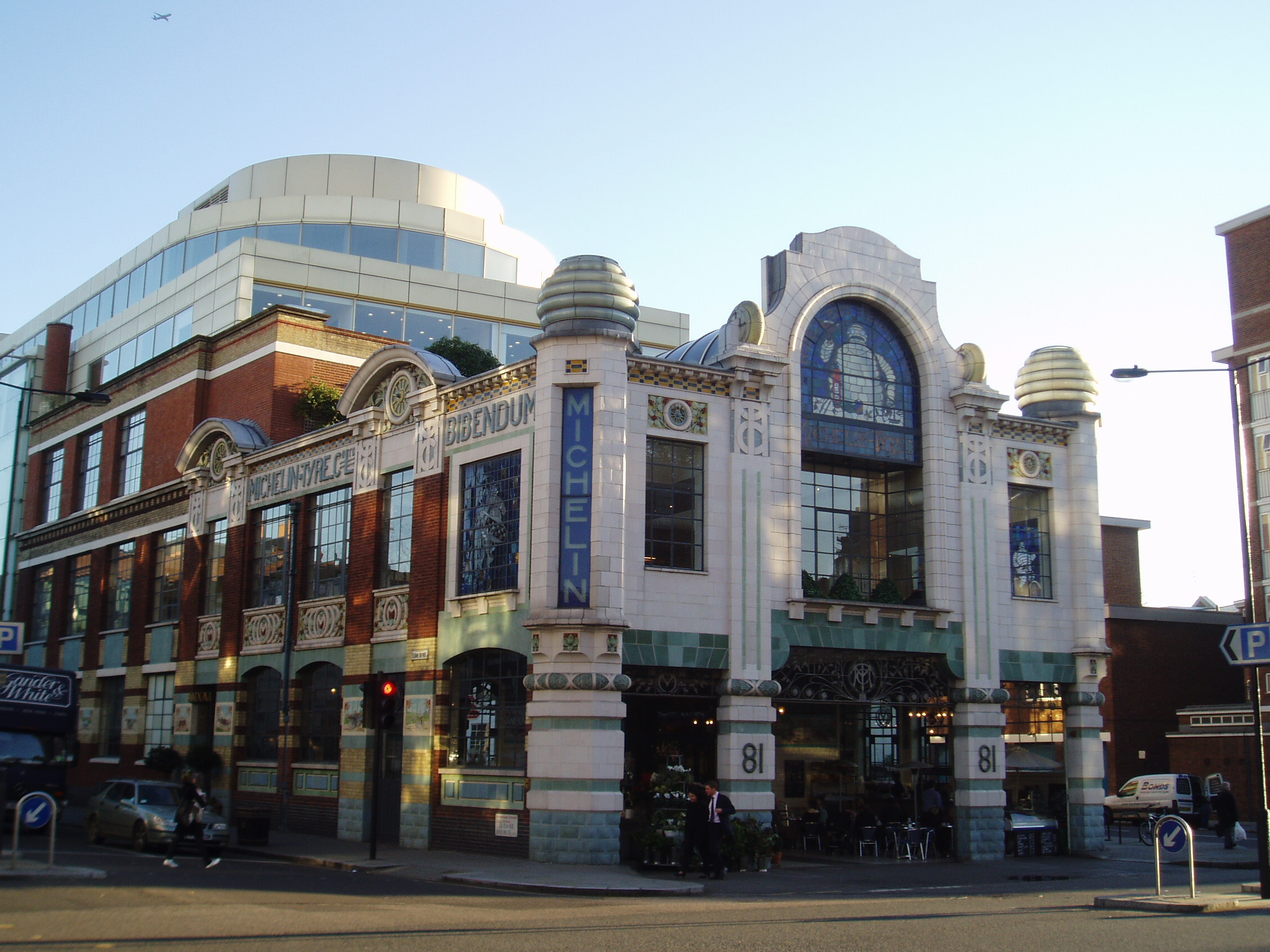
Michelin House

Michelin House, situé à 81 Fulham Road, Chelsea, Londres, est un bâtiment construit pour abriter le premier siège social et dépôt de pneus, en Grande-Bretagne, de Michelin Tyre Company Ltd., filiale britannique de Michelin. Le bâtiment ouvre ses portes le 20 janvier 1911.

## Histoire
En 1904, Michelin ouvre un petit bureau Sussex Place à Londres pour attaquer le marché anglais après l'expiration des brevets Dunlop. Le parc automobile britannique est alors le premier d'Europe avec 53 000 véhicules contre 31 000 en France. La Michelin Tyre Company Limited est créée en mai 1905, présidée par André Michelin qui décide de construire un siège à hauteur des ambitions de l'entreprise au Royaume-Uni avec un bâtiment spectaculaire  et un des premiers « bâtiments publicitaires ». Le lieu choisi est le quartier de Chelsea, au carrefour entre Fulham Road, Sloane avenue et Lucan Place. 
Imaginé et dessiné par l’un des employés de Michelin, François Espinasse, le bâtiment possède trois grands vitraux représentant des publicités Michelin de l'époque, avec le « Bonhomme Michelin », Bibendum. Sur la façade donnant sur le carrefour, au centre du fronton, un vitrail représente un Bibendum de la série Nunc est bibendum, à table en train de manger des clous. Sur Lucan place, un autre vitrail le fait apparaitre à vélo, insouciant et cigare aux lèvres, et sur Sloane avenue le vitrail représente la célèbre affiche publicitaire d'O'Galop avec « le coup de la semelle », image pouvant être interprétée comme de la boxe française, sport alors interdit en Angleterre.    
Autour de la façade du bâtiment d'origine au niveau de la rue et dans le hall, 34 panneaux décoratifs montrent de célèbres voitures et leur pilotes, gagnantes de course de l'époque et qui utilisaient des pneus Michelin (course cycliste Paris-Brest-Paris avec Charles Terront, courses automobiles Paris-Bordeaux-Paris, Moscou-Saint-Petersbourg et coupe Gordon-Bennett...). D'autres carreaux sont situés sur la façade du bâtiment, qui était à l'origine un espace où les automobilistes pouvaient faire changer leurs pneus. Les visiteurs entrant dans le bâtiment par la réception peuvent admirer une mosaïque sur le sol représentant Bibendum brandissant un verre d'écrous, de boulons et autres outils, et proclamant Nunc Est Bibendum (en « français : il est temps de boire »). La réception dispose également des carreaux décoratifs sur ses murs. Deux coupoles en verre, qui ressemblent à des tas de pneus, chapeaute une tourelle d'angle qui encadrent chaque côté de la façade du bâtiment. Dans les premiers plans, les coupoles étaient remplacées par d'imposantes sculptures de Bibendum. 
Les activités annexes de la société Michelin dans le domaine des cartes routières et des guides de tourisme est représenté par un certain nombre de gravures des rues de Paris sur quelques-unes des fenêtres du premier étage.
À son inauguration, le bâtiment détonne dans l'architecture londonienne où l'usage de la couleur est peu répandu et la « presse s'extasie devant la beauté de la façade en faience, la richesse de ses coloris et le foisonnement d'une ornementation dont le pneu constitue l'inspiration majeure ». 
La nuit, les deux coupoles de verres surmontant les deux tourelles d'angle diffusaient une importante lumière jaune et le vitrail central une lumière bleu-gris produite par une lampe à mercure. 
Michelin quitte le bâtiment en 1985, date à laquelle il est racheté par l'éditeur Paul Hamlyn et le restaurateur/détaillant Sir Terence Conran, qui partageaient un amour pour le bâtiment. Ils entreprennent un réaménagement majeur du bâtiment comprenant la restauration de certains éléments d'origine. Le réaménagement prévoit également la construction de bureaux pour l'entreprise Hamlyn Octopus Publishing, ainsi que le Bibendum Restaurant & Oyster Bar et un Conran Shop, en août 1987.
Le bâtiment a été classé grade II listed building depuis 1969.

## Histoire récente
À la fin des années 1990, Reed/Octopus Publishing quitte les lieux. En 1999, Monitor Group, un cabinet international de conseil en affaires, reprend les espaces de bureaux.

## Centenaire
Le 20 janvier 2011 marque le centenaire de l’ouverture du bâtiment. L’événement est célébré par les occupants d’alors, le Bibendum Restaurant et The Conran Shop, ainsi que par l’ancien propriétaire, Michelin.  
Dans le cadre du centenaire , Michelin a renouvelé ses efforts pour trouver les fenêtres originales de vitraux. Un site et une ligne téléphonique ont été mis en place à cet effet.